# Сен-Фелісьєн (Квебек)
Сен-Фелісьє́н (фр. Saint-Félicien) — місто у провінції Квебек (Канада) d регіоні Сагне-Ляк-Сен-Жан. Розташоване на березі озера Сен-Жан.
Місто відоме своїм зоопарком (фр. Zoo sauvage de Saint-Félicien).

## Відомі люди
- Арман Годро — канадський хокеїст.